# سامح الطويل
سامح الطويل - Sameh Al Tawil (مواليد 1978 - القاهرة، مصر) هو فنان وسائط متعددة وصانع أفلام مصري-ألماني مقيم بألمانيا. تجمع أعماله بين الأفلام والأداء الحي والفن الرقمي والموسيقى التجريبية بجانب السرد البصري لتوضيح وجهة النظر للموضوعات التي يقدمها، والتي تتناول قضايا الاستعمار المعاصر والهجرة والهوية من خلال الوسائط المتعددة والحديثة.
عرضت أعماله في الكثير من المعارض الفردية والجماعية والعديد من الأماكن مثل متحف الفن الحديث بميونيخ ومتحف الخزف الإسلامي ودار الأوبرا المصرية ومعرض الرياض الدولي للكتاب ومتحف الفنون الجميلة بالاسكندرية.

## التعليم
تخرج الطويل من كلية الفنون التطبيقية قسم النحت من مصر عام 2000، ثم حصل على درجة الدبلوم العالي من أكاديمية الفنون الجميلة بميونخ، تابع فيما بعد دراسات الماجستير الحرة في تاريخ فنون وسائط الميديا من جامعة الدانوب كريمز بالنمسا.

## أعماله
في مايو 2013، قدم الطويل مشروعه الفني التفاعلي «VS بالعكس» خلال مهرجان مصر الدولي للفن الرقمي (كايروترونيكا)، ويستعرض المشروع مجموعة من الصور والفيديوهات بتقنية الواقع المعزز التقطها الطويل وتمثل التغيرات السياسية في مصر خلال فترة ما بعد ثورة 25 يناير. وفي سبتمبر، شارك الطويل بعرضه «A442Hz لا ٤٤٢»، وهو فيديو رقمي يقدم ملخصاً استعارياً عن مصر ما بعد الثورة والذي عرض في مهرجان القاهرة الخامس للفيديو والذي شمل العديد من أعمال الفنانين حول العالم وعرض في مؤسسة مدرار للفن المعاصر.
في 2014، أخرج الطويل الفيلم القصير «باتجاه عقارب الساعة» والذي استلهمه من التغيرات السياسية والاجتماعية في مصرما بعد الثورة، ويتناول الفيلم الوضع السياسي في مصر بشكل غير مباشر. صور الفيلم بالكامل بالأبيض والأسود، خاليا من الحوار معتمداَ بشكل أساسي على التعبير الجسدي، وعرض لأول مرة يوم الأربعاء 5 فبراير في أكاديمية الفنون الجميلة بميونخ.
في 2018، شارك الطويل بمشروعه «هُويات مختلطة IDEMixer» في مهرجان القاهرة الدولي للفنون والميديا (كايروترونيكا) الذي عقد بقصر الفنون بدار الأوبرا المصرية، والمشروع يشمل تجربة تفاعلية مزودة بكاميرا عندما ينظر المشاهد إليها يجد نفسه قد تحوّل آليا إلى عنصر من عناصر العمل المركب.
في يناير 2020، شارك الطويل بمعرضه «اسأل جوجل» في مهرجان الفنون الإسلامية بمتحف الشارقة للفنون بإمارة الشارقة. المشروع عبارة عن تطبيق رقمي يعمل على طرح أسئلة معدة مسبقا عن الإسلام على محرك البحث جوجل، يقوم بعرض وطباعة النتائج تلقائيا من خلال آلات عرض وطابعات مثبتة في سقف قاعة العرض لحين امتلاء القاعة بالصور والفيديوهات والأسئلة والتي تشمل أهم الاستفهامات حول الدين الإسلامي.
في ديسمبر 2024، قدم الطويل لأول مرة المعرض البصري الفردي «اضطراب Disorder» والذي أقيم في متحف الخزف الإسلامي بمركز الجزيرة للفنون بالزمالك. شمل المعرض العديد من الأعمال منها العمل التركيبي «مستعد للرحيل» وهو تجسيد رمزي لحالة الترحال والبداوة المعاصرة، والعرض الأدائي الرقمي الحي «فوضى Chaos» والعرض الحركي «خارج الصندوق» بجانب الأعمال النحتية والرقمية. أقيم معرض «اضطراب II Disorder» في يناير 2025 بمتحف الفنون الجميلة بالإسكندرية. وفي فبراير، شارك بالعرض الأدائي الحي «خارج الصندوق» في النسخة الرابعة من الملتقى الدولي شيء آخر وهو عرض يتفاعل من خلاله الطويل مع شخص داخل صندوق مضاء من الداخل، تفاعل ينتج عنه في النهاية عمل فني.

## تقديرات حاز عليها
حصل الطويل على عدة جوائز منها جائزة المركز الثاني عام 2011 في المسابقة الثانية للمصورين التي نظمتها بعثة الاتحاد الأوروبي إلى مصر. وجائزة لجنة التحكيم في صالون النيل الثامن للتصوير الضوئى 2013. بالإضافة إلى اقتناء أعماله في عدة متاحف منها متحف الفن الحديث بميونيخ.

## أعمال مختارة
شارك الطويل خلال مسيرته الفنية بالكثير من المعارض الفردية والجماعية وقدم ما يزيد عن 40 مشروعاً فنياً منهم:
- 2003: Solo — متحف الفن الحديث بميونيخ[5]
- 2013: VS بالعكس — مركز الجزيرة للفنون
- 2013: A442Hz لا ٤٤٢ — مؤسسة مدرار للفن المعاصر
- 2014: فيلم "باتجاه عقارب الساعة" — أكاديمية الفنون الجميلة بميونخ
- 2018: هُويات مختلطة IDEMixer — دار الأوبرا المصرية
- 2020: اسأل جوجل — متحف الشارقة للفنون
- 2021: Look At This — متحف الفن الحديث بميونيخ[4]
- 2024: مستعد للرحيل — معهد جوته[22]
- 2024: اضطراب Disorder — متحف الخزف الإسلامي
- 2025: اضطراب II Disorder — متحف الفنون الجميلة بالإسكندرية
- 2025: خارج الصندوق — درب 1718

## أعمال نشرت عن سامح الطويل
- فنان الوسائط المتعددة سامح الطويل: دراسة تحليلية نقدية - دار ديوان للنشر.[1][2][23]

## روابط خارجية
- الموقع الرسمي